# Agnotecous sarramea
Agnotecous sarramea is een rechtvleugelig insect uit de familie krekels (Gryllidae). De wetenschappelijke naam van deze soort is voor het eerst geldig gepubliceerd in 1997 door Desutter-Grandcolas.